# Allen Park
Allen Park ist eine Stadt in Wayne County im US-Bundesstaat von Michigan. Laut der Volkszählung 2020 lebten 28.638 Einwohner in der Stadt. Der Vorort von Detroit wurde im Money Magazine in die Liste der America's Best Small Cities aufgenommen. Allen Park ist Teil einer Ansammlung von Gemeinden, die als Downriver bekannt sind.
Ford Motor Company ist ein integraler Bestandteil der Gemeinde. Viele Büros und Einrichtungen des Unternehmens liegen innerhalb der Stadtgrenzen. Seit 2002 ist Allen Park die Heimat der Detroit Lions und auch der Standort der Vereinszentrale.

## Geographie
Laut dem United States Census Bureau hat die Stadt eine Landfläche von 18,2 km2.

## Geschichte
Allen Park wurde im Jahre 1927 als Dorf, und 1957 als Stadt eingetragen. Die Stadt ist benannt nach Lewis Allen, einem wohlhabenden Anwalt und Waldbesitzer, der 112 Hektar Land vor allem in Ecorse Township und Betriebe im heutigen Allen Park und Melvindale besaß. Hubert Champaign und Edward Pepper waren zwei andere frühe Bewohner der Gegend.

### Demografische Entwicklung
Laut der Volkszählung des Jahres 2000 lebten 29.376 Einwohner in 11.974 Haushalten und 8.202 Familien in der Stadt. Die Bevölkerungsdichte betrug 1.618,0 / km2. Es gab 12.254 Wohneinheiten mit einer durchschnittlichen Bebauungsdichte von 674,9 pro km2.
In den 11.974 Haushalten lebten in 27,5 % der Fälle Kinder unter 18 Jahren; 55,0 % lebten als verheiratete Ehepaare zusammen, 9,9 % hatten einen weiblichen Haushaltsvorstand ohne Ehemann und 31,5 % waren keine Familien. 28,2 % aller Haushalte waren Singlehaushalte und in 14,9 % lebten Menschen, die 65 Jahre oder älter waren. Die durchschnittliche Haushaltsgröße betrug 2,43 und die durchschnittliche Familiengröße lag bei 2,99.
In der Stadt waren 22,2 % der Bevölkerung unter dem Alter von 18 Jahren, 6,5 % 18 bis 24 Jahre, 28,2 % 25 bis 44 Jahre, 22,2 % 45 bis 64 Jahre und 20,9 % waren 65 Jahre oder älter. Das Durchschnittsalter betrug 41 Jahre. Auf 100 weibliche Personen kamen 91,0 männliche Personen. Auf 100 Frauen im Alter von 18 Jahren gab es 88,1 Männer.
Das jährliche Durchschnittseinkommen eines Haushalts in der Stadt betrug 51.992 USD, das Durchschnittseinkommen einer Familie betrug 63.350 USD. Männer hatten ein Durchschnittseinkommen von 50.143 USD gegenüber 31.168 USD bei Frauen. Das Pro-Kopf-Einkommen betrug 24.980 USD. Etwa 1,9 % der Familien und 3,2 % der Bevölkerung lebten unterhalb der Armutsgrenze, einschließlich 3,3 % Jugendliche unter 18 Jahren und 4,5 % der Altersgruppe 65 Jahre oder älter.
Die Bevölkerung von Allen Park sank um 2,1 % auf 28.762 bis zum Jahr 2003.

## Sehenswürdigkeiten
In Allen Park steht der weltgrößte Reifen der Uniroyal. Der Reifen, der auf der Weltausstellung in New York City zu sehen war, wurde 1966 in Allen Park aufgestellt, ist 24 Meter hoch und wiegt 12 Tonnen. Er steht an der Interstate 94.
Im Jahr 2009 kündigte die Professional Bowlers Association (PBA) an, dass die Thunderbowl Lanes in Allen Park der erste Austragungsort für die Eröffnung der World Series of PBA Bowling sein würde.

## Söhne und Töchter der Stadt
- Amanda Chidester (* 1990), Softballspielerin